# Scene (平家みちよの曲)
「scene」（シーン）は、平家みちよの6枚目のシングル。1999年7月28日発売。

## 概要
平家にとって初めて自ら作詞をした作品である。
テレビ東京系『アイドルをさがせ!』エンディングテーマ。

## 収録曲
（全作詞：平家みちよ、作曲・編曲：はたけ）
1. scene
2. return
3. scene（オリジナル・カラオケ）

## 参加ミュージシャン
scene
- ギター&ベース&プログラミング：はたけ
- ドラム：小柳"cherry"昌法